# Халдене (спутник)
Халдене (др.-греч. Χαλδήνη) — нерегулярный спутник планеты Юпитер с обратным орбитальным обращением.
Названа именем персонажа из древнегреческой мифологии — Халдены, которая родила от Зевса героя Солима.
Также обозначается как Юпитер XXI.
Принадлежит к группе Карме.

## История открытия
Халдене была открыта группой учёных Гавайского университета под руководством Скотта Шеппарда в серии наблюдений, начиная с 26 ноября 2000 года.
Сообщение об открытии сделано 5 января 2001 года.
Спутник получил временное обозначение S/2000 J 10.
Собственное название было присвоено 22 октября 2002 года.